# Penstemon floribundus
Espèce
Penstemon floribundus  est une espèce de plantes de la famille des Plantaginacées, originaire d'Amérique du Nord. Elle est connue sous le nom de       Cordelia Beardtongue en anglais.

## Description
Cette espèce est pérenne et native du Nevada. Elle peut atteindre 30cm de haut. Les fleurs sont généralement de couleur bleue.